# Třída Kingfisher
Třída Kingfisher byla lodní třída britských protiponorkových šalup z období druhé světové války. Celkem bylo postaveno devět jednotek této třídy. Dělí se do podtříd Kingfisher a Shearwater. Za druhé světové války byly dvě potopeny.

## Stavba
Původně byly klasifikovány jako pobřežní šalupy. Elegantní plavidla svým vzhledem připomínala torpédoborce, měla však několik nedostatků, zejména malý ponor snižující účinnost sonaru, nedostatečný dosah a malou rezervu výtlaku neumožňující během války přílišné zesilování výzbroje. Celkem bylo v letech 1934–1939 postaveno devět šalup. Z toho šest patřilo ke třídě Kingfisher a tři poslední k podtřídě Shearwater.
Jednotky třídy Kingfisher:
| Jméno                | Založení kýlu | Spuštěna | Vstup do služby | Status                                                                        |
| -------------------- | ------------- | -------- | --------------- | ----------------------------------------------------------------------------- |
| HMS Kingfisher (K70) | 1934          | 1935     | červen 1935     | Vyřazena.                                                                     |
| HMS Kittiwake (K30)  | 1936          | 1936     | duben 1937      | Vyřazena.                                                                     |
| HMS Mallard (K42)    | 1935          | 1936     | červenec 1936   | Vyřazena.                                                                     |
| HMS Puffin (K52)     | 1935          | 1936     | srpen 1936      | Dne 26. března 1945 těžce poškozena výbuchem německé miniponorky, neopravena. |
| HMS Sheldrake (K06)  | 1936          | 1936     | červenec 1937   | Vyřazena.                                                                     |
| HMS Widgeon (K62)    | 1937          | 1938     | červen 1938     | Vyřazena.                                                                     |
| HMS Guillemot (K89)  | 1938          | 1939     | říjen 1939      | Vyřazena.                                                                     |
| HMS Pintail (K21)    | 1938          | 1939     | listopad 1939   | Dne 10. června 1941 se potopila na mině.                                      |
| HMS Shearwater (K39) | 1938          | 1939     | září 1939       | Vyřazena.                                                                     |

## Konstrukce

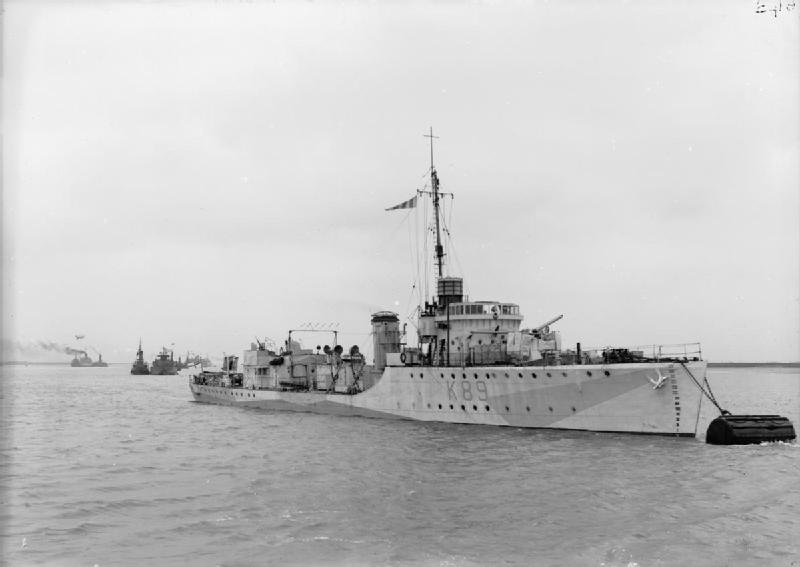
HMS Guillemot

Plavidla nesla jeden 102mm kanón a 30 hlubinných pum, vypouštěných pomocí čtyř vrhačů a dvou skluzavek. Pohonný systém o výkonu 3600 hp tvořily dva tříbubnové kotle Admiralty a dvě turbíny Parsons, pohánějící dva lodní šrouby. Nejvyšší rychlost dosahovala 20 uzlů.

### Modernizace
Na konci 30. let byl 102mm kanón upraven pro střelbu proti vzdušným cílům. Roku 1940 byla výzbroj posílena o čtyři 12,7mm kulomety Vickers .50 a zároveň byla zásoba hlubinných pum zvětšena na 60 kusů. Nakonec byly roku 1942 kulomety nahrazeny dvěma 20mm kanóny Oerlikon.

## Služba

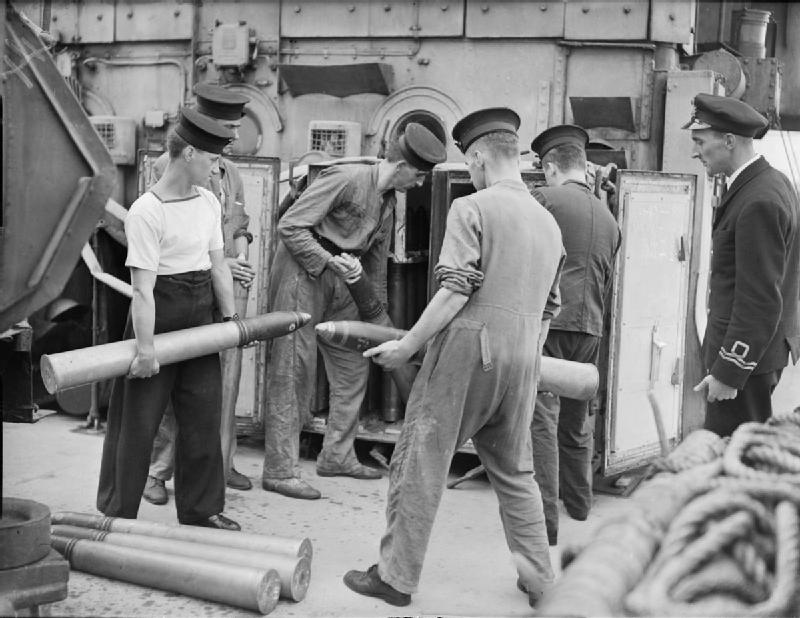
Posádka šalupy HMS Widgeon manipuluje se 102mm municí

Třída byla nasazena ve druhé světové válce. Dvě šalupy byly ve válce ztraceny. Puffin nebyla opravena po těžkém poškození způsobeném výbuchem německé miniponorky a Pintail se potopila na mině. Ostatní byly později vyřazeny, nebo prodány civilním uživatelům.